# Georg Heink
Erich Friedrich Albert Georg Heink (* 22. Februar 1859 in Dresden; † 26. Dezember 1932 ebenda) war ein höherer sächsischer Staatsbeamter. Er war zunächst Amtshauptmann und später Geheimer Rat und Ministerialdirektor im sächsischen Ministerium des Innern.

## Leben und Wirken
Er war der Sohn des Regierungsrats Heink, besuchte von 1869 bis 1877 das Vitzthumsche Gymnasium in Dresden und studierte dann bis 1880 Rechtswissenschaft. Im Sommer 1880 trat er als Referendar in den Vorbereitungsdienst beim Amtsgericht Dresden ein, wechselte später an das Landgericht Dresden und zur Staatsanwaltschaft und arbeitete für die  Justizräten Windisch und Dr. Helm und schließlich bei der Amtshauptmannschaft Dresden-Altstadt.
Im September 1884 erfolgte die Anstellung Henks als juristischer Hilfsarbeiter bei der Amtshauptmannschaft Plauen. Am 1. April 1885 wurde er sächsischer Staatsbeamter, im September 1887 Bezirksassessor und  1888 zur Amtshauptmannschaft Freiberg versetzt, wo er 1891 zum Regierungsassessor ernannt wurde. Nach weiteren Wechseln der Dienstorte (Chemnitz, Pirna, Zwickau) wurde er 1897 Amtshauptmann in Annaberg und dann 1901 Amtshauptmann in Leipzig. Am 1. März 1906 wurde er als Vortragender Rat mit dem Titel Geheimer Regierungsrat in das Königlich Sächsische Ministerium des Innern nach Dresden berufen und am 1. Januar 1911 zum Ministerialdirektor mit dem Titel Geheimer Rat ernannt. Schon vorher war ihm auch der Vorsitz in der Prüfungskommission für die Bürobeamten und der Vorsitz im ärztlichen Ehrengerichtshof übertragen worden.